# Tawangsari (Kaligesing)
Tawangsari is een bestuurslaag in het regentschap Purworejo van de provincie Midden-Java, Indonesië. Tawangsari telt 955 inwoners (volkstelling 2010).